# 統一教
世界和平統一家庭聯合會（：／ segye pyeonghwa tong-il gajeong yeonhap），簡稱統一教（통일교），原名世界基督教統一神靈協會，是由文鮮明於1954年在韓國創立的新興宗教。

## 起源

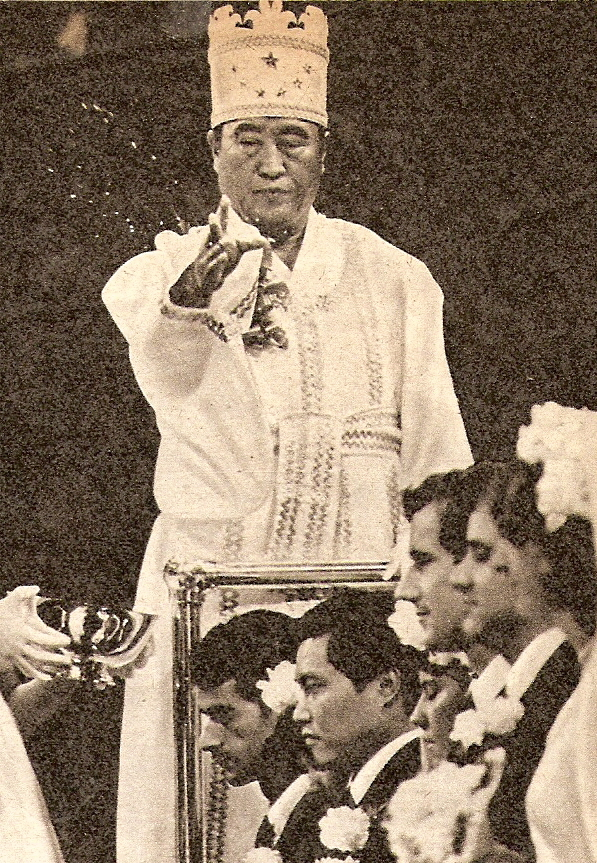
1982年的文鲜明

文鮮明自述“在十六歲那年復活節前夕，在村後的貓頭山進行徹夜禱告，詢問神為何創造悲傷與絕望的世界？卻又任憑被造世界在傷痛中煎熬？自己又能為悲慘的祖國做些什麼？見到了愁容滿面的耶穌基督，耶穌告訴他‘拯救苦難中的人類，並撫慰悲傷的神’”。希望未來能以神的愛為中心，靈界為背景，創建神的理想世界。

## 教義
統一教最核心的教義為劉孝元執筆的《原理講論》，統一教將其與《旧约圣经》和《新約聖經》視爲同等重要，並聲稱開創了“成約時代”以帶來“肉體的救恩”。還有再包含其他書籍的「八大教材教本」，其中包括三大经典《和平经》、《天聖經》、《真父母經》。另外還有文鲜明個人的證道、演講等聖言集作為信仰的指導方針，其教義神學有別於傳統基督教神學。傳統基督教諸派多不承認統一教為基督教派一員。
文鮮明認為人是神的子女，本來神盼望人可繼承神的創造性和主管世界的權柄，神人一家。然而夏娃在伊甸園與魔鬼發生了性行為，令人墮落。人類出生即帶有魔鬼的血液，加入統一教則可以來救贖肉神，得著榮耀的身體。這是統一教救贖論的基本。

## 傳教方式

1954-1994年期间曾使用的教会标志

1980年代，美國記者约瑟夫·迈克尔·斯特拉日恩斯基曾潛入統一教在加州的傳教活動，觀察傳教手段。當時的教徒以辦營隊有免費吃住為由，把傳教對象載到荒郊野外，讓他們無法自己回家。第一天用貌似基督教的儀式，但都用模糊的「father」一詞，後來才讓大家知道這其實是指教主文鮮明。之後連續多天使用疲勞攻擊，必須聽教徒講道一整天，並且要在場全體同意他們說的教義後，才讓人休息，就算有反對者也因為怕害拖累大家而不敢反對。對於出言反對的人，則使用各種話術把這講成他們自己的問題。入教後，把新的信徒送到其他國家，切斷跟親戚朋友的關係。

## 于各國的發展

### 美國
根據1978年3月的美國眾議院調查委員會的報告中指出，統一教幕後的操作者是南韓中央情報部（KCIA）部長金鍾泌，作為南韓政府遊說或影響其他國家政治的工具，包括1973至1974年嘗試阻止美國總統理查德·尼克松因水門事件醜聞遭彈劾。
目前統一教仍然與美國政府官員保持密切關係，如美國前總統特朗普和前國務卿蓬佩奧便曾多次參與統一教關聯組織主辦的活動並發表致辭。

### 朝鮮民主主義人民共和國（北韓）
根據美國國防情報局1994年8月和9月的報告，教祖文鮮明自1991年11月30日至1992年12月7日之間返回祖國北韓、會晤北韓最高領導人金日成並向其獻上了超過35億美元以促成這次行程，而這些上繳獻金中大約8成都是從日本透過迷信營銷收集得來的捐獻。按統一教前公關部長大江益夫回憶錄記載，文鮮明與金日成在宴會上交談甚歡並結拜為契兄弟。統一教在北韓注資的企業之一平和自動車的前主席透露，礙於日朝外交緊張，日本的資金不能直接轉匯至北韓，而是先從日本轉送至南韓，再轉送至（當時尚是英殖時期的）香港，最後才抵達北韓。平和自動車又會應北韓政府要求從海外進口軍用物資。韓國國防部前副部長白承周認爲北韓極有可能將從統一教獲得的資金用於開發核武和洲際導彈。韓國國防部2016年給韓國國會的報告中指出，由統一教人士在東京運作的小型公司將俄製629型潛艇連同導彈發射器以廢鐵之名售賣至北韓，該潛艇技術極有可能被北韓用於開發潛射彈道導彈。

### 日本
統一教自1950年代末在日本設立分部並活躍至今，據傳該教曾受到日本前首相岸信介的支援，並參被批評對信徒進行激烈的迷信營銷而捲入索償的民事訴訟。在2022年7月，岸信介的外孫，同時亦是日本戰後在任時間最長的前首相安倍晉三在奈良遇刺身亡，被捕疑凶山上徹也供稱行凶動機是由於統一教洗腦母親而從中掠奪其家產，並對安倍晉三接近統一教的立場不滿，引發了日本社會對該教的巨大爭議。

#### 統一教對日觀點
教祖文鮮明對日本抱有從屬於韓國的觀點，例如在其著作的《天聖經》中提及到「朝鮮半島作為半島的外型即是男根因此象徵男性，而作為島國的日本則是女性的陰部。（中略）因為日本被選為夏娃國，因此她所獲得的一切物質都必須上繳給作為夫君的亞當國，亦即是韓國。」文又認為日本要是反對韓國的話就會滅亡；韓國必須給予文助力；為了世界，日本的財富、德國的財富和美國的財富都得流入韓國。
文鮮明計劃1992年前往日本主持又一次集團配婚大會，但由於文於1982年被美國司法部門以逃稅為由定罪判監後，他的入境申請最初遭到日本拒絕，文因此說道：「那好啊，除非是天皇出面對我下跪、鞠躬和慟哭，否則我不會去日本。」儘管在自民黨政要如副總裁金丸信穿針引線下文鮮明最後還是獲批准進入日本。成功進入日本後文又說道：「要是真的不讓我入境的話，就褫奪日本作為夏娃國的資格。」

#### 岸信介掌政期與日本的關係
1957年2月，岸信介接替因病辞职的石桥湛山出任日本首相。1958年統一教就派遣了傳教士到日本傳播統一教，全國迷信營銷對策律師聯絡會指，當時統一教的日本地址就是時任日本首相岸信介大宅的旁邊，岸會不時到統一教進行演講和交流會，亦發表了岸信介與文鮮明笑容滿面的握手照片。1970年統一教的傀儡組織「國際勝共連合」在武道館舉辦的「WACL世界大會」中日本右翼的核心人物笹川良一拳頭垂胸說道：「我是文（鮮明）的狗！」1982年統一教的集體配婚典禮上岸信介的祝詞由司儀代讀：「以上天為中心的理想與信念為基礎接受指導和教育，這是由於我發自內心對文鮮明的尊敬。」1982年當文鮮明因爲逃稅被美國政府判監18個月後，1984年岸信介對時任美國總統罗纳德·雷根致函要求儘快釋放文鮮明，信中讚美「文尊師宣揚自由的思想，並且將人生奉獻於改正共產主義的錯誤，以我的理解他是位誠實的男人。他對於現在和未來維持自由和民主主義都是不可欠缺的存在。」

#### 公安調查廳「特異集團」報告書
日本政府的情報部門公安調查廳於2005年及2006年發表的國內外公共安全情勢報告書都記載了針對某「特異集團」的資訊，報告中沒有對特定團體點名，但2022年8月15日立憲民主黨的辻元清美對情報部查詢後獲回覆該特異集團就是指統一教。2005年的報告中指該團體成立了新組織，目的是對在日韓國人和朝鮮人散播恐慌和不安情緒以圖聯合他們壯大集團在日本的影響力，為此報告建議日本政府重點監察該團體。2006年的報告指該特異集團的目的是統一朝鮮半島並經常運送在日韓國人到南韓參加大會，並與其他在日團體發生矛盾，報告評估他們可能會在日本進行違法活動。正好是在安倍晉三執政的第一年，2007年的報告中關於特異集團的部分遭到移除，情報部回覆辻元時指他們會按照當時公共安全情勢來判斷記載的情報。

#### 改名風波
自1997年起統一教就不停向文部科學省所屬的文化廳申請從「世界基督教統一神靈協會」（世界基督教統一神霊協会）改名為「天之父母大人聖會世界和平統一家庭聯合」（天の父母様聖会世界平和統一家庭連合），按1997年擔任文化廳宗教事務的課長前川喜平所述因為統一教的教義沒有根本上的改變而一直都否決了其申請，但直至2015年下村博文獲安倍晉三任命為文部科學大臣，統一教再度向文化廳申請改名後終於獲得批准。2022年7月安倍晉三遇刺後，下村極力否認親自批准統一教改名的申請，指審批一事由文化廳的部長決定，但承認有收到過統一教申請改名的報告，當時的文化廳部長接受媒體訪問時也附和了下村的說辭，但前川反駁對於一個多次被拒絕改名申請的團體，這種破例的審批應該是向直屬大臣請示，直指批准改名是受到外部力量的干預。改名獲批准後日本共產黨的宮本徹向文化廳要求提供審批統一教改名的文書，但收到的文件卻被大量塗黑，其中批准理由和統一教提出的改名理據都被徹底地掩藏。

#### 安排轉讓教徒兒童
統一教自2022年11月起受到厚生勞動省調查是否未經政府批准擅自安排教徒之間轉讓兒童，統一教否認擔當了中介角色，指轉讓兒童只是信徒之間私下協議達成的。根據媒體報道，兒童在統一教教徒之間的轉讓不是因爲孩子的親生父母缺乏照顧兒童的能力，而是因爲統一教的教義寫道：「將孩子轉讓給受到祝福但無法生育的家庭讓他們一同繼承教會的美好傳統」。厚勞省要求統一教修正該教義以符合日本的兒童福利法律。有統一教的受領養孩子在得知自己是因爲宗教理念而被轉讓感到非常難過而向厚勞省和媒體控訴。
厚勞省在2022年11月至12月先後向統一教發出關於有組織轉讓教徒兒童的問卷，但統一教拒絕回答第二次問卷中超過一半的問題，並立刻對厚勞省發出書面抗議。

#### 與安倍晉三遇刺案的關聯
2022年7月8日，前日本首相安倍晋三在奈良县奈良市進行选举演讲中遭枪手自背后开枪，胸部、颈部中弹倒地，于当日17时03分宣告不治，享年67岁。被捕疑凶山上徹也其後在警方調查中表示，其母沉迷统一教倾家荡产，并不满安倍晋三与该教过从甚密，於是下定決心刺殺安倍。此事件直接导致当政的岸田内阁支持率下降，而首相兼自民党总裁岸田文雄因此在8月31日就自民党议员和统一教会的关系鞠躬道歉并宣布自民党和统一教断绝关系，自民党干事长茂木敏充也公布党内调查结果，要求将与“统一教会”断绝关系作为党的基本方针，同时表示“不能遵守该方针的议员不得在党内活动”，将要求不遵从方针的议员退党。
統一教日本分部的田中富廣会長在7月11日于東京召開僅限主流媒體參與的記者會，針對枪手的證詞作出澄清。但其後于翌日，多年來一直與統一教等新興宗教對抗的「全國迷信營銷對策律師聯絡會」也召開記者會，對統一教發表的澄清提出多項反駁（參照下表）。
| 統一教日本分部的解釋 | 全國迷信營銷對策律師聯絡會的反駁 |
| --- | --- |
| 安倍刺殺案疑犯山上徹也并非該會會員，過去亦沒有參加該會記錄。 | 律師聯絡會雖然表示絕不認同疑犯的行爲，但同時也表示如果疑犯的證詞屬實的話，能夠瞭解疑犯對統一教會的憤怒和仇恨。 |
| 山上徹也的母親從1998年起便是該會會員，並一直定期參與教會聚會到2009年。其后雖然有一段時間沒有出現，但到了今年上半年再度現身，並一直到案發前保持著每個月至少一次參加教會活動的記錄。               | － |
| 教會沒有强迫信徒作出任何違反意願的行爲。 | 有很多親子信徒，子女一方被迫參與對教會的强制捐款和集體結婚典禮。一位其母為統一教會的女性表示，其母强迫她在21歲時參加教會的集體結婚典禮，後來遭受了韓國人丈夫的家庭暴力。現在雖然已經離開了統一教會，但與其母仍然斷絕聯繫。                                                             |
| 教會的捐款分爲「每月捐款」、「禮拜捐款」、「匿名捐款」等多個類型，過去雖然也曾經有人作出大額捐款，但在2009年最高裁判所的判決后，教會已經加强，現在對捐款沒有硬性要求，也沒有任何有關捐款的糾紛。 | 統一教會曾經以迷信營銷勸誘信衆購買高額的印鑑、壺、書畫，比如說一本印有教主文鮮明語錄的「聖書」，可以索價高達3000萬日元；而迷信營銷的手法至今仍然在繼續。從2009年起律師聯絡會收到了約4000件相關查詢，涉及金額高達175億6000万日元，而一直到去年，仍然有4件有關捐款的民事訴訟。 |
| 教會知道疑犯的母親于2002年破產，但因缺乏財務紀錄，拒絕透露她的總捐獻金額。有關捐款的問題因現正接受警方調查，不便再作評論。                                                                       | 教團于2009年的民事訴訟中，曾經提出過往的財務紀錄證明，其中就包含有2002年度的財務紀錄。 |
| 前總理安倍晉三曾經在友好團體UPF（天宙平和聯合）的活動上發言，但其本人既非該會成員，也沒有擔任該會顧問，因此不能理解為何會成為刺殺案的導火綫。                                                    | UPF與統一教皆為文鮮明與韓鶴子創立，其母體本質上為同一組織，只不過UPF的主要目的為世界和平運動，面向的受眾不同。至於安倍晉三在UPF活動上的發言，由於律師聯絡會事前已覺得此舉會助長統一教發展，曾經于去年發出公開信抗議。                                                                  |
| 教會與自民黨之間沒有任何金錢往來。 | 根據律師聯絡會在20年前開始的調查，當時在国会議員的秘書中便已經有100多人是統一教的信徒。其中有很多後來成爲了地方或國會議員。現在的政府官員裏也有很多是統一教教徒。 |

#### 解散令
2022年11月至2023年9月，文部科學省對日本統一教行使「質問權」，前後7次對統一教的經營方式和資金運用等提出合共500多條問題，但當中約100條問題中統一教拒絕回答或無法提供滿意的答案，文部科學省就此向東京地區法院提出對統一教執行行政處分，如果獲批統一教會面臨最高十萬日元的罰款。
期間文部科學省又向統一教的受害者和全國迷信營銷對策律師聯絡會進行搜證和閉門聽證，於2023年10月12日公佈由於有充分證據顯示統一教脫離了宗教團體的成立目的並明顯地損害了社會公共福祉，因此會立即向東京地區法院申請對統一教執行《宗教法人法》第81條，根據該條向統一教（日本分會）頒發解散令，以剝奪統一教的宗教法人資格。新任文部科學省大臣盛山正仁指統一教「有組織地、惡意地和持續地」煽動大眾，並利用人們的心理不安進行巨額斂財，從中引致的大量民事索償就足以成為啟動解散令的理據，首相岸田文雄亦附和指提出解散令的決定是基於客觀的事實和嚴謹的判斷，但由於這是第一次有宗教團體不是因為刑事定罪而被提出執行解散令，有日本法律專家指法院審理這次解散令的申請將會非常耗時。在統一教之前只有兩個宗教團體遭到政府申請並解散，分別是被撿控策動1995年東京地鐵沙林毒氣事件的奥姆真理教（1996年被法庭頒布解散令）和1999年被撿控欺詐信徒的和歌山明覺寺（2002年被解散），法院處理兩者的解散令分別耗時7個月和3年。
如果法院通過解散令，統一教就不會再享有註冊宗教團體的免稅優惠，例如在日地產的固定資產稅等。按日本憲法賦予的宗教自由，統一教被剝奪宗教法人資格後可以繼續在日本營運和傳教，但新聞評論認為解散令會進一步削弱統一教的社會認受性。
2025年3月25日，東京地方法院批出解散命令，指教會從1500多人那裡騙了至少204億日元的捐款，認為無法忽視教會造成的重大傷害。雖然教會在2009年曾宣佈規範收集資金的守則，但情況未見改善。該組織是日本首個因違反民法、以及第三個因違法而獲下令解散的宗教組織。教會立即上訴至東京高等法院。

### 台灣
統一教在台灣以中華民國世界和平教授學會、世界和平婦女會台灣總會、中華世界和平超宗派超國家協會、世界和平統一家庭聯合會、天宙和平統一家庭黨、全球和平聯盟台灣總會、護家盟等掩護機構的名義進行活動。統一教台灣總會屢次獲内政部頒發績優宗教團體獎，已連續23年。

### 香港
統一教在香港以香港世界和平統一家庭聯合會、香港世界和平婦女聯合會等名義進行活動。

### 中国大陆
统一教以“世界和平统一家庭联盟”的名義在中国大陆北京、天津、广州、沈阳、西安等主要城市设立分支机构，进行投资赞助，组织旅游、参观访问等活动。其各下属掩護机构中，“国际教育基金会”以文化交流、教育合作等名义进行活动；鲜文大学作爲統一教的神學院，也与中國大陸一些高校合作并吸收学生入教；隸屬於教會清心集团的清心国际医院与一些医疗、旅游机构合作。统一教于1997年被中华人民共和国政府认定为邪教组织。

## 争议
統一教在歐洲及世界各地被多個國家认为是邪教组织。1997年5月，中华人民共和国公安部将统一教列入其认定的邪教组织列表中。
据香港苹果日报报导，统一教主文鲜明亦被指控为倡导性交赎罪的洗脑教主。文鲜明認為耶穌是第二個亞當，本是要恢復神人的完美家庭，但他未婚沒留後裔，只在靈魂上救贖人，未能在肉身上帶來救贖，要完成耶穌未竟之業，就要靠他和太太當「真父母」，透過性交把已婚信眾和家人聯繫到上帝。他早年曾要求女信徒跟他性交換取「潔淨得救」。
統一教最具有争议的活動，就是集體配婚。每次集體婚禮就有成千上萬對新人在文鮮明夫婦面前成親，由文鮮明親自為信眾配對，很多都是互不相識、來自不同的國家。文鮮明說「跨國和跨文化婚姻，是帶來理想和平世界的最快方法，」他在2009年的自傳說：「人們應跨越國家和文化的界限結婚，跟那些視為敵國的人結婚，這樣世界和平會來得更快。」
文鮮明1960年代初在首爾開始為信眾集體配婚，1982年在美國紐約麥迪遜廣場花園為2,075對新人集體結婚舉行祝福儀式，新郎穿一式一樣的深藍色西裝，新娘穿同一款蕾絲婚紗。2009年又在南韓為1萬對新人集體婚禮。

### 於賭場揮霍捐款
文鮮明和韓鶴子的教義中形容美國賭城拉斯維加斯是「撒旦之城」，但2022年末周刊文春和TBS新聞報導指教團幹部有在拉斯維加斯賭場揮霍巨款的習慣。按美高梅國際酒店集團發給韓鶴子的賬單中顯示單是2008年至2011年間，她就在其集團的賭場中豪擲652萬美金。一名韓鶴子的女傭指韓特別喜歡玩老虎機。一名教團元老指幹部在賭場豪賭的資金都是來自日本信徒的捐款，根據教團內部賬目顯示，2009年至2011年間他們從日本收取951萬美金都是指明貢獻到拉斯維加斯。一名前日本教團會長作證指，他在參與教團的「拉斯維加斯攝理」朝聖團被要求攜帶7500美元現金，因為這是通過海關時免申告的現金上限，他在抵達美國後上繳捐款，被導覽觀光景點如大峽谷，整個行程中只有一次與文鮮明和韓鶴子見面的機會，對他們在賭場賭博一事渾然不知。